# 3027 Shavarsh
A 3027 Shavarsh (ideiglenes jelöléssel 1978 PQ2) a Naprendszer kisbolygóövében található aszteroida. Nyikolaj Sztyepanovics Csernih fedezte fel 1978. augusztus 8-án.